# Inmigración japonesa en Colombia

Bandera de Japón.

Bandera de Colombia.

La inmigración colombiana de los años 1929, 1930 y 1935 obedeció a planes de inmigración de japoneses planteados por los gobiernos de Colombia y Japón. Esta situación tuvo un profundo impacto cultural evidenciado en libros tales como María de Jorge Isaacs.

## Historia
La inmigración japonesa a Colombia tuvo lugar en tres periodos plenamente identificables, siendo el primero en el año 1929. Los otros dos grupos de inmigrantes que se unieron a la colonia en el Cauca entraron al país en 1930 y 1935.

### Primer acercamiento (1903 - 1910)
En la obra de Toraji Irie sobre la inmigración japonesa a naciones de ultramar, se menciona que después de 1903, año en el que Colombia perdió el Istmo de Panamá, el país se sintió amenazado, y con la necesidad de protegerse de una posterior intervención de los Estados Unidos, comienza a solicitar ayuda externa a diferentes naciones, entre ellas a Japón. Tras las debidas visitas a las misiones diplomáticas y correspondientes gobiernos, en el viaje que hizo Antonio Izquierdo de la Torre a Japón en 1908, se presumió que se tuvo la idea —según palabras de Irie— de solicitar por encargo de ayuda, en temas como la agricultura, a Japón para que se permitiese la emigración de al menos 100 000 trabajadores.
Toraji Irie, en su obra, no menciona la fuente de la que tomó éste y otros datos relacionados con la visita de Antonio Izquierdo a Japón y su posterior regreso a Colombia. La visita mencionada por Irie que hizo Antonio Izquierdo de la Torre en 1908, la cual incluyó a Japón y otros países de Asia, la presentó Izquierdo al Congreso de la República de Colombia en 1909. Según sus palabras:

«Estoy tratando el asunto inmigración de japoneses para Colombia, y especialmente para la costa del Pacífico… Los trabajadores irían destinados para trabajos agrícolas y para los ferrocarriles... Dos de las compañías de emigración con quienes estoy celebrando contratos tienen vapores que me prometen hacer tocar en nuestros puertos del Pacífico.»

Durante su visita a Japón, Izquierdo menciona que se firmaron contratos Ad referéndum y en los que solo se esperaba la firma del tratado comercial entre Colombia y Japón para enviar dos comisionados que estudiarían la situación de Colombia con el objetivo de promocionar la inmigración de sus nativos a dicho país.
Izquierdo no menciona ningún número posible de emigrantes y sólo habla de un jardinero japonés que le había sido encargado por el presidente de la República, Rafael Reyes. Daniel Ortega Ricaurte hace mención de la finca que el general Reyes tenía en Chapinero y del jardinero japonés.
Dicho jardinero, Tomohiro Kawaguchi, es el primer emigrante japonés a Colombia del que se conoce su nombre y su oficio. De él también se sabe que trabajó en el embellecimiento del Bosque de San Diego, terreno de propiedad de Antonio Izquierdo, en donde tuvo lugar la Exposición Industrial de 1910. Al finalizar la exposición, el terreno se convirtió en el Parque de la Independencia.
Una vez ratificado el Tratado de Amistad, Comercio y Navegación entre las dos naciones, el 10 de diciembre de 1908, el Gobierno japonés cumplió con lo prometido a Izquierdo de enviar un representante para investigar las condiciones del país con miras a una futura emigración. Un periódico de Tokio había publicado una nota en la que menciona que pese a haber transcurrido un año desde la firma del tratado y no haberse iniciado aún las relaciones comerciales y diplomáticas, se esperaba el futuro desarrollo de ellas y la emigración a ese gran territorio.
En esa ocasión la misión fue encomendada a Ryôji Noda, quien era secretario de los consulados en Perú y Brasil, además de un experto consejero del Gobierno japonés en asuntos de inmigración a Sudamérica. A su regreso a Japón presentó un informe de su recorrido por Colombia al Ministerio de Relaciones Exteriores de su gobierno. En éste, Noda se abstuvo de recomendar la emigración a Colombia por varias razones, entre otras: la falta de una ruta directa de navegación, lo que haría el viaje muy largo y costoso; las deficientes condiciones internas de comunicación en Colombia, lo que haría difícil entrar y salir del país; la enorme extensión ocupada por escarpadas montañas; la falta de variedad de productos agrícolas y las inundaciones que se producían periódicamente en las fértiles zonas de los ríos Magdalena y Cauca. No predijo, sin embargo, que de lograrse en un futuro la emigración a Colombia, él veía el sur del Valle del Cauca, en especial la parte comprendida entre Santander de Quilichao al sur y Cartago al norte, como una región prometedora.
Esta área geográfica de Colombia sería la que posterior y precisamente, veinte años más tarde, comenzaron a ocupar los inmigrantes japoneses, inicialmente como agricultores. El informe negativo de Ryôji Noda se unió casualmente a la crisis política que estaba sufriendo el país, y como parte de ella el abandono del poder del General Reyes, bajo cuya presidencia se había firmado el tratado entre los dos países, y época en la que había nacido el interés por parte de Colombia en la inmigración de trabajadores japoneses.

### Inmigrantes japoneses en Barranquilla año 1915
En 1915 llegó a Barranquilla un pequeño grupo de jóvenes solteros que, sin formar parte de un programa de migración dirigida, se relacionaron y se casaron con mujeres de la zona.

### Segundo acercamiento (1929 - 1960)
La cuestión de buscar trabajadores en Japón volvió a suscitarse en 1920, cuando el General Reyes se ofreció a viajar y a hacer él mismo los contratos. Esta iniciativa se debió a la propuesta que la Sociedad de Agricultores de Colombia envió a los ministerios de Relaciones Exteriores y de Agricultura y Comercio, llamando la atención del Gobierno sobre la falta de trabajadores agrícolas a causa del incremento de trabajadores en las ferrovías. La Sociedad proponía al Gobierno enviar una misión a Japón para negociar este asunto, dado que «la inmigración japonesa parece ser la más apropiada para Colombia». La misión nunca partió y el asunto se archivó. 
En 1926, la compañía de emigración de ultramar, proveniente de Fukuoka había comisionado a dos de sus empleados, Yûzô Takeshima y Tokuhisa Makijima para que hicieran un viaje exploratorio por Colombia en busca de un lugar apropiado para establecer una colonia agrícola. Takahiko Wakabayashi, el cónsul japonés en Panamá, los acompañó en el recorrido que llevaron a cabo, entre otros lugares, por Bogotá, la Sabana de Bogotá, Medellín, Barranquilla y los valles de los ríos Cauca y Magdalena.
Su visita a Colombia la hicieron en privado, sin tener ningún contacto con el Ministerio de Industrias que tenía la facultad de aprobar los proyectos para futuros inmigrantes, como tampoco solicitaron terrenos baldíos para los futuros inmigrantes como sí lo habían hecho previamente. De vuelta en Tokio, la compañía de emigración presentó al Ministerio de Relaciones Exteriores los informes del primero y un segundo viaje a Colombia para obtener la aprobación del proyecto de emigración; una vez obtenida ésta, con la asesoría que recibió de los emigrantes japoneses radicados en Cali y Palmira, compró un terreno en el departamento del Cauca para establecer el programa agrícola con las primeras diez familias de emigrantes.
No fue fácil para la compañía de emigración encontrar familias dispuestas a emigrar. Ello era comprensible, ya que Colombia entonces era un país totalmente desconocido en Fukuoka y hasta la fecha no había habido nadie que hubiera regresado para contar sus experiencias, ni tampoco había cartas de emigrantes anteriores. «Inmigrantes que habían tenido éxito por lo general animaban a sus parientes, vecinos y amigos a compartir su buena suerte», dice con mucha razón Staniford en su estudio sobre una colonia japonesa en Brasil.
Brasil y Perú eran los dos países más conocidos en Japón para emigrar, por ejemplo, dos de las familias que emigraron a Colombia habían vivido anteriormente en Perú, y dos de los emigrantes dijeron que originariamente habían deseado ir a Brasil. Uno cambió de opinión después de haberse informado sobre Colombia en la revista de emigración, y en cuanto las primeras cinco familias estuvieron listas para emigrar, la compañía de emigración se acercó al consulado colombiano en Yokohama a solicitar la visa de los emigrantes. El cónsul pidió la autorización al Ministerio de Industrias de Bogotá, que negó su expedición. La compañía se alarmó y buscó la ayuda del antiguo secretario de la Legación en Perú, Jôji Amari, que se encontraba de vuelta en Japón.
Aquellos que se dirigieron a la región del Valle del Cauca hicieron contratos de trabajo, con los que les habían precedido, sin interferencia alguna de la compañía. La actividad de esta terminó en 1935 al finalizar el compromiso del establecimiento de la colonia agrícola con veinte familias. Los inmigrantes japoneses de Barranquilla, por su parte, pusieron en marcha un sistema de crédito rotativo llamado Tanomoshikō (頼母子講). Este no requiere la firma de documentos ni el respaldo del fiador, cosas ambas comunes en la compleja organización bancaria, sino que se basa en la confianza mutua. No hay interés y si lo hay es muy bajo, lo que hace que el crédito resulte accesible a todos los socios de la organización. Gracias a este fondo común, los participantes no tienen la necesidad de acudir a los bancos locales con riesgo de recibir una negativa. El dinero prestado ayudaba unas veces a quien estaba en necesidad urgente y otras a mejorar las instalaciones de las barberías de japoneses.
Sobrevino el ataque aéreo a Pearl Harbor y luego la Guerra del Pacífico, lo que afectó a los japoneses que estaban viviendo en los países extranjeros. Colombia rompió relaciones diplomáticas con Japón un día después de lo ocurrido en Hawái. Las reuniones de los de Barranquilla se terminaron, puesto que quedó prohibido que se reunieran más de tres japoneses. Los habitantes del Valle del Cauca perdieron la libertad de movimiento sin el salvoconducto expedido por la policía. Colombia permitió la repatriación de todos los funcionarios de la Legación japonesa y de otros residentes a través de los Estados Unidos. Trece países latinoamericanos, entre ellos Colombia, cooperaron con los Estados Unidos en la captura y deportación de los ciudadanos de los países del Eje. Algunos de los inmigrantes de la colonia El Jagual y otros pocos de Barranquilla fueron detenidos y trasladados al Hotel Sabaneta en Fusagasugá. El hotel fue convertido en un campo de internamiento para los ciudadanos japoneses, italianos y alemanes hasta que terminó la guerra en Europa y Asia.
Los últimos en abandonar el lugar de detención, de la que tuvieron que pagar los gastos de hospedaje y alojamiento, fueron los japoneses. El 6 de septiembre de 1945, cuatro días después de que el general MacArthur aceptara la declaración formal de la derrota de Japón, los dejaron en libertad. En suma, para los japoneses residentes en Colombia, la guerra no significó otra cosa que sufrimientos, separación de las familias y dificultades económicas. El cierre del crédito y las transacciones bancarias, la congelación de sus bienes y la inclusión de sus nombres en la llamada lista negra, significó la pérdida de lo que con tanto esfuerzo y sacrificio habían alcanzado con su trabajo. En algunos sitios se negaron a venderles nada, y en la calle se los insultaba con palabras ofensivas. En conclusión, fue un tiempo muy duro que les hizo caer en la cuenta de que eran una minoría étnica vulnerable, que eran vistos como extraños e indeseables, y que estaban expuestos a recibir en cualquier momento malos tratos del gobierno y de la gente colombiana. Su reacción, especialmente en la región del Valle del Cauca, fue de unión y ayuda mutua. Comenzaron a crear asociaciones en las que se sentían cómodos, seguros y unidos, y recordaron sus propias raíces culturales dignas de orgullo.

### Después de laSegunda Guerra Mundial(1960 - Actualidad)
En 1960, un grupo de 17 hombres fue contratado para la zona bananera de Tumaco, pero el proyecto no tuvo el éxito que esperaban. Al fracasar el proyecto, 14 de ellos se quedaron en Colombia. Ellos establecieron lazos de trabajo y de unión familiar con los anteriores agricultores de Corinto, que para entonces se habían dispersado por algunas zonas del Valle del Cauca, ampliando de esta manera el número de los agricultores japoneses en el sur de Colombia. La barbería fue el oficio más popular entre los japoneses que vivían en la Costa Atlántica. Otras actividades tales como el cultivo de hortalizas, venta callejera de raspados de hielo, administración de tiendas de abarrotes y bares de su propiedad con juegos de billar, completaron las actividades que les aseguró un ingreso económico. Ejercer el oficio de barbero fue una opción bastante popular entre los japoneses que vivían en Panamá,ya que tenía la ventaja de poder aprenderlo trabajando como ayudante con otro japonés para ganar experiencia. No requería mucho capital inicial y se podía trabajar en compañía o independientemente, ya que bastaba con disponer de un equipo y muebles sencillos. Lo que sí exigía el oficio era limpieza y destreza manual. Los barberos japoneses en Barranquilla adquirieron la reputación de ser limpios, cuidadosos y suaves. Su fama les ganó el apelativo de "manitos de seda".
Mientras que los inmigrantes en la Costa norte sobresalieron en el oficio de la barbería, los que migraron al interior destacaron en la jardinería y la agricultura. Los jardineros japoneses gozaron de una posición superior a la del jardinero local. La gente no los vio como simples cortadores del césped, sino dotados de la capacidad de crear algo original. En un primer momento, los descendientes de japoneses que fueron a su país ancestral en busca de trabajo, lo hicieron a través de los intermediarios. En el caso de Colombia, un subcontratista que en el año 1991 estaba haciendo un recorrido por otros países de Sur América en busca de trabajadores de origen japonés, estableció el contacto inicial a través de las asociaciones colombo-japonesas en Cali y Barranquilla. En ese primer año, 40 personas se inscribieron para trabajar en Japón, siendo un poco mayor el número de hombres que de mujeres. Al comienzo viajaron solos, y pasado un tiempo comenzaron a llevar sus familias que se habían quedado en Colombia.
Para los emigrantes que desconocían Japón, el idioma y las costumbres, el contacto con las firmas contratistas fue ventajoso. A través de él consiguieron préstamos para financiar el viaje, recibieron ayuda en el trámite de los papeles oficiales con la sección de inmigración, encontraron empleo fácilmente y alojamiento cerca del trabajo. Pasados los años iniciales de ajuste al trabajo, y gracias a tener ya establecidos sus propios contactos y ampliado sus relaciones personales y de trabajo, los nikkei se han vuelto más independientes. No necesitan recurrir a las firmas contratistas para conseguir un nuevo empleo, sino que pueden hacerlo directamente o a través de familiares y amigos.
Los trabajadores nikkei continúan desempeñando un papel importante en la sociedad japonesa por cuanto ayudan a cubrir áreas de trabajo en las que escasea la mano de obra. El privilegio que se les ha otorgado les permite emplearse en cualquier tipo de trabajo, y ello es una ventaja que tienen sobre todos los demás extranjeros en Japón. La mayoría de los descendientes de japoneses se encuentran trabajando en la industria manufacturera y de construcción o en el procesamiento de pescado. Por lo general laboran por contrato de tiempo limitado y reciben el salario de acuerdo con las horas trabajadas. Algunos de los nikkei colombianos, que comenzaron como el resto de sus compañeros realizando los trabajos duros y pesados de las fábricas, gozan de posiciones que son acordes con su entrenamiento profesional.
A pesar de haber transcurrido más de una década desde que se aprobó la reforma a la ley de inmigración y del consiguiente flujo de trabajadores nikkei, las preocupaciones básicas de los inmigrantes no han cambiado. Ellos continúan siendo la educación de los hijos, les falta un seguro social que los cubra en caso de enfermedad o accidente y les falta una pensión en el futuro cuando cesen de trabajar.
En cuanto a la educación, quizá el problema más serio se presenta cuando los niños no tienen suficiente conocimiento del idioma japonés y sus padres tampoco pueden ayudarles con las tareas escolares. El resultado es el abandono de la escuela durante los años de educación obligatoria. Muchos hijos de inmigrantes no reciben la educación adecuada ni en Japón ni en el país de origen, siendo pocos los que completan la educación superior. La falta del seguro social y de jubilación que angustia al inmigrante que se está haciendo mayor en Japón, se debe en parte a que las compañías tratan de evitar el pago obligatorio para sus empleados, ofreciéndoles contratos a corto plazo o por horas, además de que los inmigrantes mismos, que se sienten inciertos de cuándo van a regresar a su país, tampoco quieren aportar con la cuota del seguro social.
Hasta la fecha, no se ha formado una asociación como sí las tienen los nikkei de Brasil y Perú. Los nikkei colombianos son relativamente pocos y algunos viven en zonas bastante separadas unas de otras, lo que les dificulta mucho reunirse. Todas estas comunidades viven muy ocupadas dadas las labores de sus miembros en su cotidianidad, y así mismo el socializar con extraños, aun cuando provengan del mismo país, es un lujo que no siempre pueden permitirse. La vida social fuera del círculo familiar la comparten con otros inmigrantes de origen japonés que viven cerca o que trabajan en el mismo lugar. 
En varios sitios se encuentran tiendas y restaurantes de comida de Brasil y de comida del Perú, que empezaron a popularizar, gracias al repentino auge de la cultura nipona en el mundo. Así se reúnen los inmigrantes para hacer las compras, socializar y conseguir nuevas amistades. Debido a que la gran mayoría de los inmigrantes nikkei proviene de Brasil, el portugués es el segundo idioma después del japonés en el lugar de trabajo, en las agencias de viaje, en los restaurantes y en las tiendas de comida atendidas por brasileños. Para los hablantes del español entender y aprender portugués es fácil y viceversa. Esto ha facilitado la comunicación entre los nikkei y en los lugares de trabajo o de residencia.

## Demografía de los colombo-japoneses
A partir de la promulgación de la revisión de la ley de inmigración en 1989, el flujo de personas procedentes de los países latinoamericanos aumentó muy rápido en corto tiempo. Mientras que en 1984 la población de latinoamericanos residentes en Japón sólo llegaba a 4.260 personas, en 1990 aumentó a 72.673 y en 1995 se había triplicado a 223.812. Los colombianos, que en 1984 eran 232, en 1990 sumaron 425 y en 1995 el número alcanzaba 1.367 personas.
Estas cifras no discriminan la población nikkei de quienes no tienen ascendencia japonesa. Se estima que la población nikkei latinoamericana se ha estabilizado actualmente en 240.000 personas que radican en el Japón. Para el caso de Colombia, su número es de aproximadamente 300 personas. Se estima que los nikkei colombianos tienen una población estimada de 1.700 habitantes.

## Cultura
Hay películas que retratan en sí el aspecto romántico de la inmigración japonesa en Colombia, es el caso del filme "El Sueño del Paraíso", rodado en el año 2006 y exhibido en el 2007, donde el realizador Carlos Palau recreó la historia de dicha comunidad y su acercamiento al país a través de la novela María escrita por Jorge Isaacs.
En ella se retrata su difícil adaptación, que transcurre en el periodo de la guerra en el Pacífico, y tras la que Colombia, como gobierno aliado de Estados Unidos decide separar de la sociedad a italianos, alemanes y japoneses, aparte de hacerles casi parias y los recluye en centros de separación para evitar posibles fugas y atentados contra el país.

### Karate en Colombia
En el año 1971 con la llegada del Shihan Hiroshi Taninokuchi a Colombia, se funda la Asociación Colombiana del Karate (ASCOK) con la introducción del estilo shotokan. Su objetivo era organizar y fomentar la práctica del Karate-Do a nivel nacional y agrupar a los practicantes de todo el país, dándoles una representación como tal.

### Reconocimientos a sus aportaciones
La Gobernación del Valle del Cauca en varias ocasiones ha reconocido públicamente su contribución al desarrollo de la región mediante el otorgamiento de menciones a los inmigrantes destacados.
La prosperidad económica les permitió una rápida movilidad social. Su honestidad en el cumplimiento de los negocios les abrió las puertas del éxito, además de que la excelente educación en referencia a su cultura de holgadas en el gasto les facilitó formar sus propias asociaciones, que en un comienzo fueron como una puerta de entrada para acercarse a la sociedad colombiana. También les posibilitó tener su propio club social, viajar a Japón, rodearse de objetos decorativos japoneses en sus casas, sembrar las huertas caseras con semillas importadas de Japón y tener en sus casas jardines de estilo japonés.
Todos estos elementos, que actualmente rodean la vida en Colombia de los inmigrantes y sus descendientes, han contribuido a reforzar el sentido de pertenencia al grupo étnico y cultural del que forman parte. Instituciones como las asociaciones colombo-japonesas en Bogotá, Barranquilla y Cali, y en esta última la presencia de la asociación Tenrikyō (天理教?) y en Palmira de Seichō-no-Ie (生長の家), también han contribuido a mantener vivas las relaciones y el contacto permanente de los familiares y amigos que comparten la ascendencia japonesa.

## Algunas asociaciones y actividades económicas destacadas

### Industria
- C.C.A. (Compañía Colombiana Automotriz)[18]
- SAJA (Sociedad de Agricultores Japoneses Asociados)[19]

### Personalidades destacadas
- Kenji Orito Yokoi Díaz, empresario y conferencista colombo-japonés.
- José Kaor Dokú, exfutbolista y militar colombiano.
- Maru Yamayusa, actriz colombiana.
- Yu Takeuchi, matemático colombo-japonés.
- Yuriko Londoño, modelo y presentadora.
- Megumi Hasebe, actriz.
- Nobara Hayakawa, ilustradora y fotógrafa colombo-japonesa.
- Akemi Nakamura, Actriz y Modelo.